# Bulla

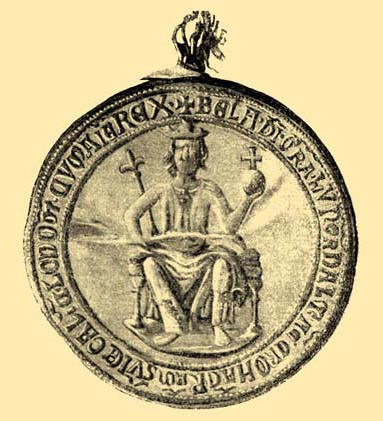
IV. Béla arany pecsétjének előlapja

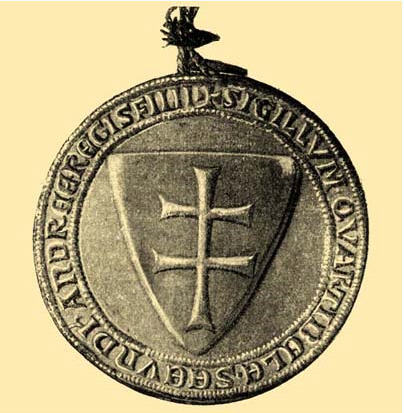
IV. Béla arany pecsétjének hátlapja

A bulla olyan fémpecsét, melyet ünnepi oklevelekre erősítettek. Bullának nevezték a fém-függőpecsétes pápai vagy császári oklevelet is.
A fémpecsét sokkal tartósabb, ugyanakkor egyes fajtái sokkal drágábbak is a viaszpecséteknél, ezért fémpecséttel csak a különösen fontos okleveleket látták el. Az ércpecsétek szinte kivétel nélkül kettőspecsétek. A bulla lényegében kör alakú kis doboz, melynek az alaplapja és a fedőlapja az összeillesztés előtt egy-egy pecsétnyomóval megpréselt arany-, ezüst-, ólom- vagy bronzlemez. Az Árpád-kori aranybullák dobozát belülről fémvázzal erősítették meg. Ezzel szemben Mátyás király aranybullái tömör aranylemezekből készültek. A magyar aranybullák nagy része a vatikáni levéltárban maradt fenn. Magyar ezüstbullák nem ismertek.
Először a Bizánci Birodalomban használtak fémpecséteket, de ólom-függőpecséteket már a pápai kancellária is használt a 6. századtól és a pápai bullák általában ólomból készültek a szerénység jelképeként. Ólompecséteket különösen a dél-európai országokban használtak. Magyarországon ritkábban fordul elő, de az első kétségtelenül eredeti és királyi pecsétünk Péter király (1038-1041, 1044-1046) ólombullája és II. Géza uralkodása alatt, 1156-ban is előfordul az ólombulla. Ettől kezdve gyakoribbak az ércből készült magyar bullák.
Az aranypecsétek nyugat-európai használata (először Nagy Károly
császárnál) a bizánci udvarral szembeni rivalizálás hatására terjedt el. A német-római császárok ezt követően a nagy viaszpecsét mellett csak aranybullákkal erősítették meg kiváltságleveleiket. Ez volt a gyakorlat a szicíliai, az aragóniai és a magyar királyok esetében is. A francia, angol és dán királyok ritkábban használtak aranypecsétet. Néha aranybullát adtak ki a pápák, a cseh királyok és a velencei dózsék is.
Az ezüst- és bronzbullák nagyon ritkák. Az ezüstpecséteket főleg Bizáncban használták.